# Государственный строй Индии
Индия — федеративное государство, где федеративное устройство обусловлено исторически. Созданная Конституцией и существовавшая до 1956 года федерация воспроизводила с незначительными изменениями административно-территориальное деление, возникшее во времена британского колониального господства. В Конституции закреплялась структура федерации, основанная на союзе трёх различных по своему правовому положению групп штатов, без учёта национальных и языковых особенностей.
В результате принятия Закона о реорганизации штатов 1956 года и последующих изменений Конституции, была проведена реформа федерации, в результате которой:
- Вместо штатов по территориальному принципу были созданы штаты по национальному и языковому принципам. Главным критерием создания штата была территория, население которой говорило на одном, и в некоторых случаях на двух языках.
- Всем штатам были предоставлены равные права.
- Были образованы союзные территории, обладающие меньшими правами, чем штаты, и находящиеся под управлением центра.
- В настоящее время в состав индийской федерации входят 28 штатов и 8 союзных территорий.